# Rinorea maximiliani
Rinorea maximiliani és una espècie de planta amb flor que pertany a la família de les violàcies. És endèmica del Brasil, concretament a la selva tropical costanera de l'Estat d'Espírito Santo.